# Gmina Bela Palanka
Gmina Bela Palanka (serb. Opština Bela Palanka / Општина Бела Паланка) – jednostka administracyjna najniższego szczebla w Serbii, w okręgu pirockim.